# Слано језеро
Слано језеро је језеро у коме је минерализација већа од 1 грама по килограму. У ужем смислу то су језера која имају 25 g/kg соли. Стога овакве акваторије нису погодне за пиће. Најчешће се јављају у областима са великом количином испаравања, а то су пустињски, полупустињски и степски предели. Заступљена су у Сахари (шотови), средњој Азији (такири) и Аустралији. Међу најпознатија слана језера света спадају Велико слано језеро у САД, затим Мртво море и др.